# Mäetaguse (by)
Mäetaguse är en by i Alutaguse kommun i landskapet Ida-Virumaa i nordöstra Estland. Orten ligger direkt väster om småköpingen Mäetaguse, ungefär 140 kilometer öster om huvudstaden Tallinn. Mäetaguse ligger 61 meter över havet och antalet invånare är 542.
Terrängen runt Mäetaguse är mycket platt. Runt Mäetaguse är det mycket glesbefolkat, med 5 invånare per kvadratkilometer. Närmaste större samhälle är Kohtla-Järve, 18,7 km norr om Mäetaguse. I omgivningarna runt Mäetaguse växer i huvudsak blandskog.
Trakten ingår i den hemiboreala klimatzonen. Årsmedeltemperaturen i trakten är 2 °C. Den varmaste månaden är juli, då medeltemperaturen är 17 °C, och den kallaste är februari, med −12 °C.